# خرسک‌بیدان
خرسک‌بیدان (نام علمی: Brachodidae) نام یک تیره از راسته پروانه‌سانان است.